# Manuel António (atleta)
Manuel Andre António (Luanda, 3 novembre 1988) è un mezzofondista angolano specializzato negli 800 metri piani.
Ha rappresentato l'Angola ai Giochi olimpici estivi di Londra 2012.

## Palmarès
| Anno | Manifestazione     | Sede   | Evento      | Risultato | Prestazione | Note |
| ---- | ------------------ | ------ | ----------- | --------- | ----------- | ---- |
| 2011 | Giochi panafricani | Maputo | 800 m piani | Batteria  | 1'53"90     |      |
| 2012 | Giochi olimpici    | Londra | 800 m piani | Batteria  | 1'52"54     |      |
| 2013 | Mondiali           | Mosca  | 800 m piani | Batteria  | 1'57"40     |      |